# Aşağıoba, Döşemealtı
Aşağıoba là một xã thuộc huyện Döşemealtı, tỉnh Antalya, Thổ Nhĩ Kỳ. Dân số thời điểm năm 2011 là 327 người.